# Anthomyces brasiliensis
Anthomyces brasiliensis är en svampart som beskrevs av Dietel 1899. Anthomyces brasiliensis ingår i släktet Anthomyces och familjen Raveneliaceae.   Inga underarter finns listade i Catalogue of Life.